# هو بو
هو بو (انگلیسی: Hu Bo; ۲۰ ژوئیهٔ ۱۹۸۸ – ۱۲ اکتبر ۲۰۱۷) رمان‌نویس و کارگردان چینی بود که در سن ۲۹ سالگی پس از ساخت تنها فیلم بلند خود، فیلی که هنوز نشسته‌است دست به خودکشی زد.

## فیلمشناسی
- فیلی که هنوز نشسته است